# 943 Begonia
943 Begonia, asteroid glavnog pojasa. Otkrio ga je Karl Wilhelm Reinmuth, 20. listopada 1920.

## Vanjske poveznice
- Minor Planet Center